# Branko Bauer
Branko Bauer (Dubrovnik, 1921. február 18. – Zágráb, 2002. április 11.) horvát filmrendező.

## Életpályája és munkássága
Orvostanhallgató volt Zágrábban. 1949-ben került a filmszakmába. Előbb gyártásvezető, majd híradó- és dokumentumfilm-rendező (A mi gyermekeink, 1950; A kis balerina álma, 1954) lett. 1953-ban tért át a játékfilmre. Két gyermektémájú alkotással (A kék sirály, 1953; Milliók a szigeten, 1955) vonta magára a figyelmet. Gyári környezetben játszódik feszült légkörű drámája, a Szemtől szembe (1963).

## Filmjei
- A mi gyermekeink (Nasa djeca) (1950)
- A kék sirály (Sinji galeb) (1953)
- A kis balerina álma (San male balerine) (1954)
- Milliók a szigeten (Milijuni na otoku) (1955)
- Ne fordulj vissza, fiam! (Ne okreci se sine) (1956)
- Nyomok (1957)
- Három Anna (Tri Ane) (1959)
- Martin a felhőkben (Martin u oblacima) (1961)
- A létszám feletti lány (Prekobrojna) (1962)
- Szemtől szembe (1963)
- Nikoletina Bursac (1964)
- Jönni és maradni (Doci i ostati) (1965)
- A negyedik útitárs (Cetvrti suputnik) (1967)
- Tél Jakobsfeldben (1975)